# 駿牛図
駿牛図（すんぎゅうず）は、古今の名牛を描いた鎌倉時代の似絵の図巻である。『駿牛図巻』ともいう。もと10頭の牛が描かれていたが、各図ごとに切断され、現在は8頭の図のみが伝わる。そのため、各図は『駿牛図断簡』とも呼ばれる。8図のうち、6図が国の重要文化財に指定されている。

## 概要

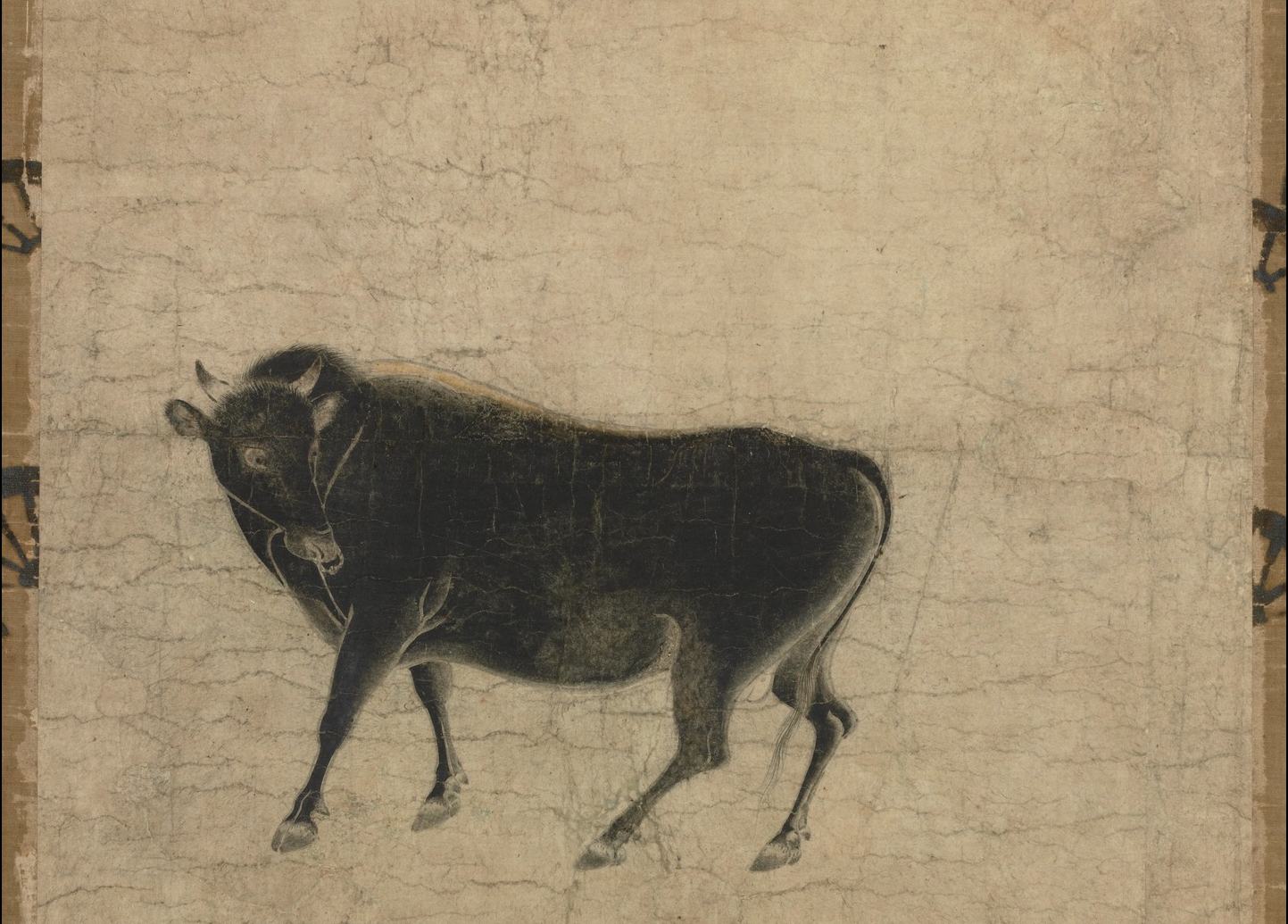
『駿牛図断簡』（東京国立博物館蔵）

江戸時代の模本から、もとは10頭と牛飼い1人を描いた図巻であったことが判明している。作者は不明であるが、横山由清『尚古図録』（1876年）に、『駿牛図』の模図一枚を掲載して、『室町御牛夏引并弥王丸図』、土佐越前守行光（藤原行光）筆として紹介している。しかし、藤原行光は14世紀に活躍した人物であり、図巻の製作年（13世紀）とは合わない。
同書に掲載の住吉廣賢の解説によると、図巻はもと小浜家所蔵で8図あったが一枚ずつに切断したという。また当時、8図のうち、5図に題紙があったが3図の題紙はすでに失われていた。
鎌倉時代の牛の専門書『駿牛絵詞』に、「夏引 御厨牛 一名長黒 弥王丸」という名牛の紹介がある。夏引（別名・長黒）という肥前国の御厨産の牛と名牛飼い・弥王丸のことで、同図はこれを描いたものと思われる 。
ほかに東京国立博物館所蔵の断簡の箱書きにも「御室小額 牛銘」とある。やはり『駿牛絵詞』の「小額 筑紫牛 御室御牛」の牛銘を指していると思われる。
『駿牛図断簡』の箱書きの多くには、「駿牛絵詞之切 八枚之内」とあるが、『駿牛絵詞』の絵部分ではなく、内容から別々のものであったと考えられている。それゆえ、『駿牛絵詞異本』とも称される。
この図巻の牛は、似絵の技法で写実的に描かれており、牛を生写生もしくは伝写生したものであると考えられている。10図が8図になった時期は不明であるが、天明4年（1784年）の頃にはすでに8図になっていた。